# 明日になれば
「明日になれば」（あしたになれば）は、1980年1月21日に発売されたやしきたかじんの3枚目のアルバム。

## 解説
前作から2年4ヶ月振り、作詞家が多数参加した、キングレコード移籍第1弾のアルバム。7曲目「旅に唄あれば」を除き、10曲中9曲が自作。
1992年、本作は初CD化されたが翌1981年発売4枚目「プロフィール」とのLP2枚をCD1枚に統合した「2in1」という形で発売。理由非公表のまま「踊るスリランカ」と「ヘッドライト」2曲がCD化されなかった。（「プロフィール」も同じく当時CD化されなかった楽曲が存在する）。

## 再発
たかじんが2014年1月3日に急逝したことを受け、同年2月26日にキングレコードに遺したオリジナル・アルバム4作品が同日、CDで復刻再発された（本作とプロフィールは初めて全曲揃ってCD化された）。

## リリース履歴
| No. | 日付          | レーベル       | 規格 | 規格品番  | 最高順位 | 備考                       |
| --- | ------------- | -------------- | ---- | --------- | -------- | -------------------------- |
| 1   | 1980年1月21日 | キングレコード | LP   | K25A-212  | -        |                            |
| 2   | 1992年6月24日 | キングレコード | CD   | KICS-2132 | -        | 2in1シリーズとしてリリース |
| 3   | 2014年2月26日 | キングレコード | CD   | KICS-3042 | -        | track.8、9が初CD化         |

## 収録曲
※全作曲：やしきたかじん（特記以外）／全編曲：若草恵
1. イージーダンス [04:30]
作詞：山川啓介
2. 今さら [03:15]
作詞：来生えつこ
3. この椅子で [04:18]
作詞：荒木十章
4. 夕焼け野郎 [04:13]
作詞：山川啓介
5. 明日になれば [05:43]
作詞：来生えつこ
6. 約束 [04:17]
作詞：有馬三恵子
7. 旅に唄あれば [03:35]
作詞：岡本おさみ／作曲：鈴木キサブロー
8. 踊るスリランカ [03:13]
作詞：有馬三恵子
9. ヘッドライト [04:56]
作詞：岡本おさみ
10. 休日 [05:19]
作詞：荒木十章